# AlternC
AlternC est un ensemble de logiciels libres permettant la gestion d'hébergements mutualisés sous licence GPL v2+, ayant comme vocation de favoriser l'hébergement alternatif.
Sa particularité est d'avoir une interface volontairement non technique afin d'être abordable par tout un chacun sans compétence particulière. Il possède toutefois des options avancées afin d'offrir une grande latitude technique aux utilisateurs avertis.

## Histoire
À la suite de la fermeture, en juillet 2000, de l'hébergeur gratuit Altern.org en raison de l'affaire Estelle Hallyday (qui provoqua la fermeture de 47 634 sites), Valentin Lacambre reversa dans le domaine du libre son système de gestion d'hébergements dans l'espoir de garantir l'indépendance et la liberté d'expression des usagers d'Internet en favorisant l'hébergement alternatif.
En mai 2001, le code du logiciel de gestion d'Altern.org, alors appelé AlternB, est abandonné et réécrit par l'équipe de l’Autre Net (hébergeur associatif autogéré), et donne naissance à AlternC, fondé sur les mêmes paradigmes (notamment concernant l'interface web).
Aujourd'hui, plusieurs hébergeurs associatifs utilisent et développent cet outil : l’Autre Net, Globenet, ainsi que d'autres structures en Belgique, au Québec et en Afrique.
À noter que des hébergeurs professionnels tels qu'Octopuce, Neuronnexion et Webelys utilisent AlternC et contribuent à son développement.
On estimait en 2010 qu'au moins 110 AlternC étaient installés pour plus de 3 500 comptes hébergeant 9 500 noms de domaine et 25 000 boîtes mail pop/imap, avec 2 200 noms de domaine pour un millier d'usagers rien que pour l’Autre Net (ce sondage ne prenant en compte que les contributeurs du projet).
Le projet est toujours en développement. Au cours de l'année 2015, une partie du développement est passé d'outils hébergés par le projet vers les outils proposés par Github.

### Numéros de version d'AlternC
Après une longue série de versions 0.9preXX et 0.9.x, la version 1.0 a été publiée en juin 2011, présentant une nouvelle interface, plus actuelle, et plus ergonomique. Un livre papier, en français, a également été publié à la même époque, marquant une étape importante dans la maturation du logiciel.
Pour la version suivante, sortie en février 2013, le choix du numéro de version 3.0, qui représente un saut important, résulte principalement d'une harmonisation du numéro de version des différents paquets Debian fournis (certains étant déjà en version 2.1). De multiples corrections et améliorations ont été apportées. La plus notable est le changement de serveur de stockage de mail, Courier étant remplacé par Dovecot, et la séparation pour une meilleure sécurité des différents sites hébergés à l'aide d'utilisateurs Unix distincts, utilisant le module ITK du serveur web Apache.
La version suivante, dénommée 3.1 est sortie fin 2013. La particularité de cette version est de supporter deux versions de la distribution Debian, à savoir Debian/Squeeze et Debian/Wheezy. De ce fait, une version 3.2 est sortie simultanément. Pour chaque version mineure, la version 3.1.x correspondant à une version compatible avec Debian/Squeeze et la version 3.2.x correspond à une version compatible avec Debian/Wheezy. En 2016, le support de la version courante (Jessie) de Debian est en travaux, et une version 3.3.x correspondante est produite.
En 2017, 4 distribution de Debian sont supportées et AlternC suit la numérotation suivante : 
- 3.1.x (pour Squeeze)
- 3.2.x (pour Wheezy)
- 3.3.x (pour Jessie)
- 3.4.x (pour Stretch) diffusé temporairement à partir de novembre 2017

A partir de 2018 , la numérotation évolue pour simplifier le tout
- 3.3.x pour Stretch et Buster, le support Jessie est abandonné
- 3.4.x est abandonnée au profit de la 3.3
- 3.5.x pour Buster, Bullseye et Bookworm

Pour la suite l'équipe AlternC pense supporter par version AlternC seulement 2 versions Debian et ne plus se perdre dans des numérotations parallèles multiples. En 2025 la réflexion est encore en cours à ce propos.

## Principales fonctionnalités
- Gestion des noms de domaines
- Gestion des DNS
- Création de sous-domaines
- Gestion des comptes utilisateurs
- Hébergement de sites Internet et d'applications web
- Boîtes mail
- Listes de diffusion, discussion
- Gestion des fichiers en ligne
- Sécurité des fichiers et des informations
- Statistiques des visites

AlternC utilise les paquets de la distribution, ce qui permet de continuer à profiter des mises à jour de sécurité de la distribution et de garder les outils classiques de configuration. Cela le rend à la fois robuste et très modulaire (d'autres logiciels peuvent y être implémentés).